# Минин, Владилен Фёдорович
Владилен Фёдорович Минин (род. 27 мая 1932 года, д. Рудинка) — советский учёный-физик, доктор технических наук, профессор, академик АТН РФ. Основатель, генеральный директор и главный конструктор Института прикладной физики (1966—1996). Основатель и президент Урало-Сибирского отделения академии технологических наук России. Разработчик авиационного и корабельного ракетного вооружения, систем таможенного досмотра и безопасности, компьютерной техники. Лауреат Государственной премии СССР, кавалер орденов Ленина и Трудового Красного Знамени.

## Биография
Владилен Фёдорович Минин родился 27 мая 1932 года в деревне Рудинка Горловского района Рязанской области в семье учителей. Затем семья Мининых переехала в село Нагиши (Лебяжий Усад) Горловского сельского поселения в Скопинском районе Рязанской области. После возвращения отца с Великой Отечественной войны семья Мининых переехала в Москву. Владилен окончил среднюю школу № 77 рабочей молодежи Сталинского района г. Москвы и ремесленное училище № 40 по специальности «токарь по металлу». Работал токарем на заводе, а позже — лаборантом в физическом и химическом кабинетах вечерней школы, преподавал физику для милиционеров.
Окончил Московский физико-технический институт. Рецензентом дипломной работы В. Ф. Минина, посвященной изучению высоковольтного разряда в жидкости, был В. С. Комельков, один из начальников отдела Института атомной энергии, который пригласил Владилена Фёдоровича работать далее у него.
Но в 1958 году по приглашению М. А. Лаврентьева Минин переехал работать из Москвы в Новосибирский академгородок. Научную деятельность начал в Институте гидродинамики СО Академии Наук СССР, где основал несколько новых направлений: по электромагнитному метанию тел, исследованию взаимодействия ударных волн с пузырьками в воде, в воде со слоями воздуха, исследования по аномальным свойствам азотной плазмы, взрывным источникам звука, султану при взрыве и другие. В других лабораториях Института гидродинамики по этим направлениям в то время работ не велось.
В 2005 году в монографии «Cavitation and Bubble Dynamics» профессора Кристофера Эрлса Бреннена приоритет по исследованию взаимодействия ударной волны с пузырьками газа в воде и экспериментальному открытию эффекта образования кумулятивной струи при схлопывании пузырька отдается работе В. Ф. Минина.
Также Минин начал исследования в новом направлении — экспериментальном изучении особенностей распространения уединённой волны на мелководье применительно к проблеме цунами.
В 1959 году Минин по поручению Лаврентьева был назначен главным инженером и курировал вопросы строительства и обеспечения научной аппаратурой создаваемых лабораторий не только в Институте гидродинамики, но и для других планировавшихся Институтов СО АН СССР.
В 1961 году защитил диссертацию на ученую степень кандидата технических наук. Предложил использовать взрыв для растворения труднорастворимых газов в воде.
В 1963 году В. Ф. Минину было присуждено учёное звание старшего научного сотрудника Академии наук СССР по специальности «химическая физика».
В 1963—1964 годах им были начаты работы по оптико-электронным системам в интересах отрасли.

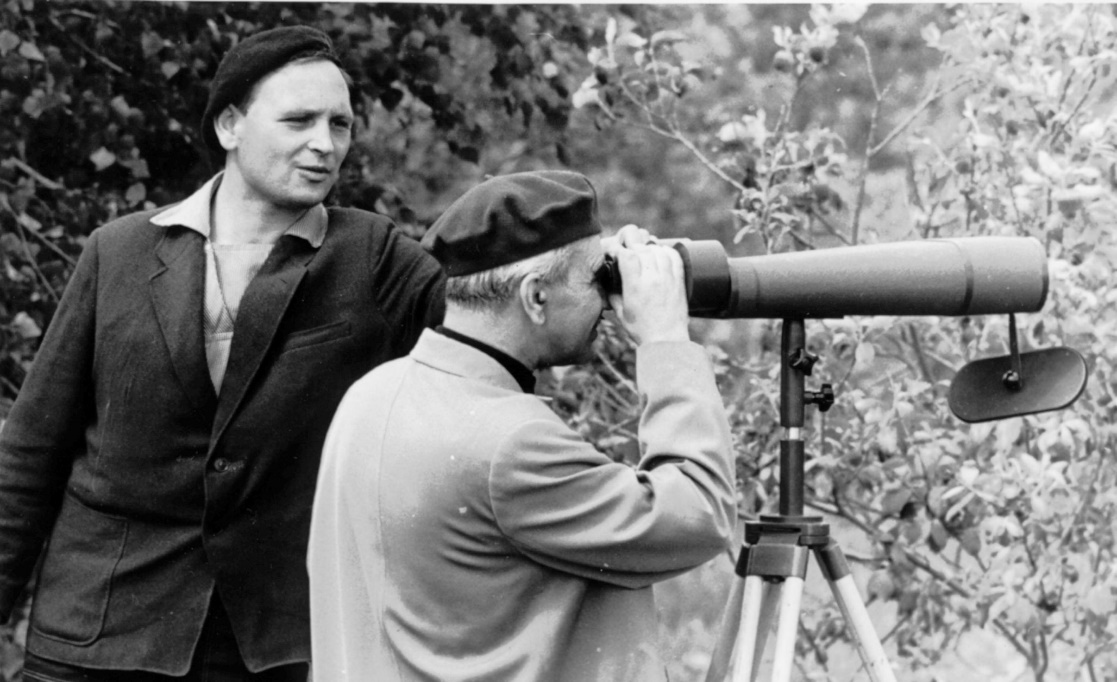
В. Ф. Минин и М. В. Келдыш на испытаниях «Тепло»

Одновременно участвовал в организации Новосибирского государственного университета, где читал лекции на подготовительных курсах для первых студентов. Позднее по приглашению проректора Р. И. Солоухина принял участие в создании демонстрационного кабинета кафедры общей физики и физического практикума, где под руководством Минина было создано более 100 демонстраций по курсу физики. В 1959—1969 годах был доцентом кафедры общей физики.
В 1966 году В. Ф. Минин основал Государственное специальное конструкторское бюро приборов, позднее переименованное в ГСКБ «Сосна», которое должно было решать задачи радиоэлектронного профиля. В 1968 году бюро было преобразовано в руководимый им Институт прикладной физики. В его задачу входило расширение работ и проведение с привлечением институтов СО АН СССР проблемных исследований и поисковых работ в интересах отрасли.
С 1973 года институт начал выполнять дополнительные задачи головной организации Министерства машиностроения по совершенствованию и развитию неуправляемых авиационных ракет. Одновременно, во время подготовки к Летним Олимпийским играм 1980 года, институт по заказу Правительства получил задание по изготовлению разработал и изготовил серию рентгеновских средств досмотра, приборов обнаружения взрывчатых веществ (семейство газоанализаторов М01, М02) и взрывозащитных устройств и ряда других систем.
В конце 1970-х-начале 1980-х годов были начаты совместные работы с лабораторией метрики миллиметровых и субмиллиметровых волн ИРЭ АН СССР по исследованию в миллиметровом и субмиллиметровом диапазоне волн спектров пропускания и отражения взрывчатых веществ и их имитаторов и впервые мире были проведены измерения их спектральных характеристик. А также были начаты совместные работы, возглавлявшиеся Владиленом Фёдоровичем, по созданию высококачественных безаберрационных квазиоптических линз субмиллиметрового диапазона на основе теоретических разработок и уникального оборудования ИПФ для создания систем визуализации изображения применительно к обнаружению оружия на теле человека, а также для создания субмиллиметрового микроскопа.
В это же время были выполнены пионерские исследования по эффектам аномального обратного рассеяния диэлектрических частиц, по аэрокосмическому мониторингу природной среды (1970—1980-х годов).
Более 30 лет (до 1996 года) В. Ф. Минин был научным руководителем, генеральным директором — главным конструктором института прикладной физики.
Под руководством В. Ф. Минина было создано более 70 видов семейств вооружений, в частности, для военно-морского флота (снарядов помех, системы оптико-электронного действия для комплексов ПК-2, ПК-10, ПК-16 и других), авиации и армии СССР и РФ (НАР семейства С-8, С-13 и др.). Многие из них до сих пор не имеют аналогов в мире и служат основой для дальнейших модификаций.
Под научным руководством В. Ф. Минина проведены исследования по созданию методов и алгоритмов численного моделирования процессов физики и механики. Проведенные им исследования по разработке программно-технических средств легли в основу создания автоматизированных вычислительных комплексов.
В. Ф. Минин был избран членом президиума региональной секции Сибири и Дальнего Востока Научного Совета АН СССР по комплексной проблеме «Математическое моделирование», членом Новосибирского территориального координационного совета по науке, профессиональному образованию и научно-технической политики.
В области численных методов и алгоритмизации под научным руководством В. Ф. Минина проведены глубокие исследования по созданию эффективных машинно-зависимых методов и алгоритмов численного моделирования процессов механики сплошной среды.
Под научным руководством и с личным участием В. Ф. Минина проведены исследования по адаптации разработанных и созданию принципиально новых параллельных алгоритмов численного моделирования, реализованных на основе модернизированной 128-процессорной машины ПС-2000, объединённой в одно решающее поле, которая совместно с дисплейными станциями типа «Гамма» объединена в общий моделирующий комплекс. Создание указанной системы, не имеющей аналогов в СССР, позволило оперативно моделировать различного рода важные нестационарные процессы механики сплошной среды. С 1990-91 годов все телецентры СССР были оснащены станциями видео-компьютерной графики ГАММА-Т.
С применением разработанного программно-технического комплекса были решены проблемы противометеоритной защиты космического аппарата «Вега» в проекте «Вега-Галлей», были проведены пионерские работы по космогенной безопасности и защиты Земли от астероидов.
В области физики быстропротекающих процессов В. Ф. Минин решил проблему вращающихся кумулятивных зарядов, предложил и обосновал гиперкумулятивные заряды.
В области кумулятивных зарядов В. Ф. Минин в 1969 году получил первые опытные результаты с цилиндрическими облицовками. Испытания проводились на фокусном расстоянии, равном удвоенному значению диаметра заряда и для различных масс ВВ заряда. На такие кумулятивные заряды вскоре было получено авторское свидетельство на изобретение № 64442 с приоритетом от 18 июня 1970 года.
На основе выработанных знаний был создан кумулятивный тандемный танковый снаряд для 2А46, прошедший полный цикл заводских и государственных испытаний с положительными результатами.
Под руководством В. Ф. Минина были проведены работы по изучению и созданию вращающихся кумулятивных снарядов с рекордной величиной пробития.
В целом Мининым была открыта новая, ранее не известная, область кумуляции — гиперкумуляция, в которой решены или приближены к окончательному решению ряд проблем.
Под его руководством были проведены пионерские работы в области механики соударения пространственных ударников.
Владилен Фёдорович также является соавтором открытия в области быстропротекающих процессов (Диплом на открытие № 010 от 17.7.1991).
Им разработаны и промышленно внедрены новые виды магнитно-импульсной сварки с высокой скоростью соударения соединяемых деталей и малой длительностью процесса сварки. Разработанная установка для сварки медно-алюминиевых патрубков холодильных агрегатов и способ магнитно-электрической сварки были запатентованы во многих странах мира.
Под руководством В. Ф. Минина разработаны новые способы высокоэффективного литья металлов, не имеющих аналогов в мире.
Также впервые в мировой практике был создан комплекс выстреливаемых радиолокационных и оптико-электронных помех ближнего рубежа «Смелый» (ПК-16). Значительный вклад в создание снарядов пассивных помех внес В. Ф. Минин.
В 1991 году Минин был избран президентом Урало-Сибирского отделения АТН и членом проблемного совета АТН по новым информационным технологиям.
Является автором и соавтором более 600 научных трудов, в том числе нескольких монографий, более 100 патентов и открытий.
Более подробно о жизни и творчестве Владилена Федоровича изложено в монографии

## Личная жизнь
Женат на Инне Александровне Мининой. Есть два сына (двойняшки) — Олег и Игорь. Оба являются докторами технических наук, профессорами университета и членами- корреспондентами академии Метрологии РФ и РАЕН.

## Награды
- Медаль «За трудовую доблесть» (1967)[45].
- Медаль «В ознаменование 100-летия со дня рождения Владимира Ильича Ленина» (1970).
- Орден Трудового Красного Знамени (1971) — за организацию института, освоение новой тематики, разработку и проведение исследований, имеющих принципиальное значение в специальных областях физики[46].
- Бронзовая медаль ВДНХ СССР за достигнутые успехи в развитии народного хозяйства СССР (Удостоверение 67342, 1974).
- Серебряная медаль ВДНХ СССР за достигнутые успехи в развитии народного хозяйства СССР (Удостоверение 10851, 15575, — 1977, 1981).
- Золотая медаль ВДНХ СССР за достигнутые успехи в развитии народного хозяйства СССР (Удостоверение 2756, 1985).
- Орден Ленина (1985) — за создание Института прикладной физики и достигнутые результаты в области создания комплекса средств радиоэлектронного противодействия[47].
- Медаль «Ветеран труда» (1987)[48].
- Медаль «70 лет ВЧК-КГБ» (1987).
- Государственная премия СССР (1988) — за комплекс работ по созданию вычислительной техники и технологии вычислительного эксперимента в области механики сплошных сред[49].
- Нагрудный знак «Изобретатель СССР».
- Медаль «100 лет со дня основания г. Новосибирска» (2003).
- Медаль «100 лет со дня рождения Министра машиностроения СССР В. В. Бахирева» — за заслуги в развитии боеприпасной отрасли и многолетний добросовестный труд (2016).

## Основные публикации
- Минин В. Ф. О взрыве на поверхности жидкости // Прикл. механ. и техн. физ. — 1964. — № 3. — С. 159
- Агурейкин В. А., Анисимов С. И., Бушман А. В., Канель Г. И., Карягин В. П., Константинов А. Б., Крюков Б. П., Минин В. Ф., Разоренов С. В., Сагдеев Р. З., Сугак С. Г., Фортов В. Е. Теплофизические и газодинамические проблемы противометеоритной защиты космического аппарата «Вега». ТВТ, 22:5 (1984), 964—983.
- Минин В. Ф., Байбулатов Ф. X. К природе четочной молнии. Докл. АН СССР, 188:4 (1969), 795—798.
- Минин О. В., Минин В. Ф., Минин И. В. Магнитно-импульсная сварка. — М.: Palmarium Academic Publishing, 2013.
- Минин В. Ф., Минин И. В., Минин О. В. Физика гиперкумуляции и комбинированных кумулятивных зарядов. — Новосибирск: «Новополиграфцентр», 2013. — 272 с. ISBN 978-5-906610-010-0
- Минин В. Ф., Минин И. В., Минин О. В Влияние анизотропии материала кумулятивной облицовки на пробитие преграды // Фундаментальные проблемы современного материаловедения том 11 № 2 (2014).